# Río Sénia
El Cenia es un río costero de España que fluye por el este de la península ibérica. A lo largo de gran parte de su curso, actúa como frontera entre Cataluña y la Comunidad Valenciana. Tiene una longitud de 50 km y desemboca en el mar Mediterráneo. 

## Recorrido

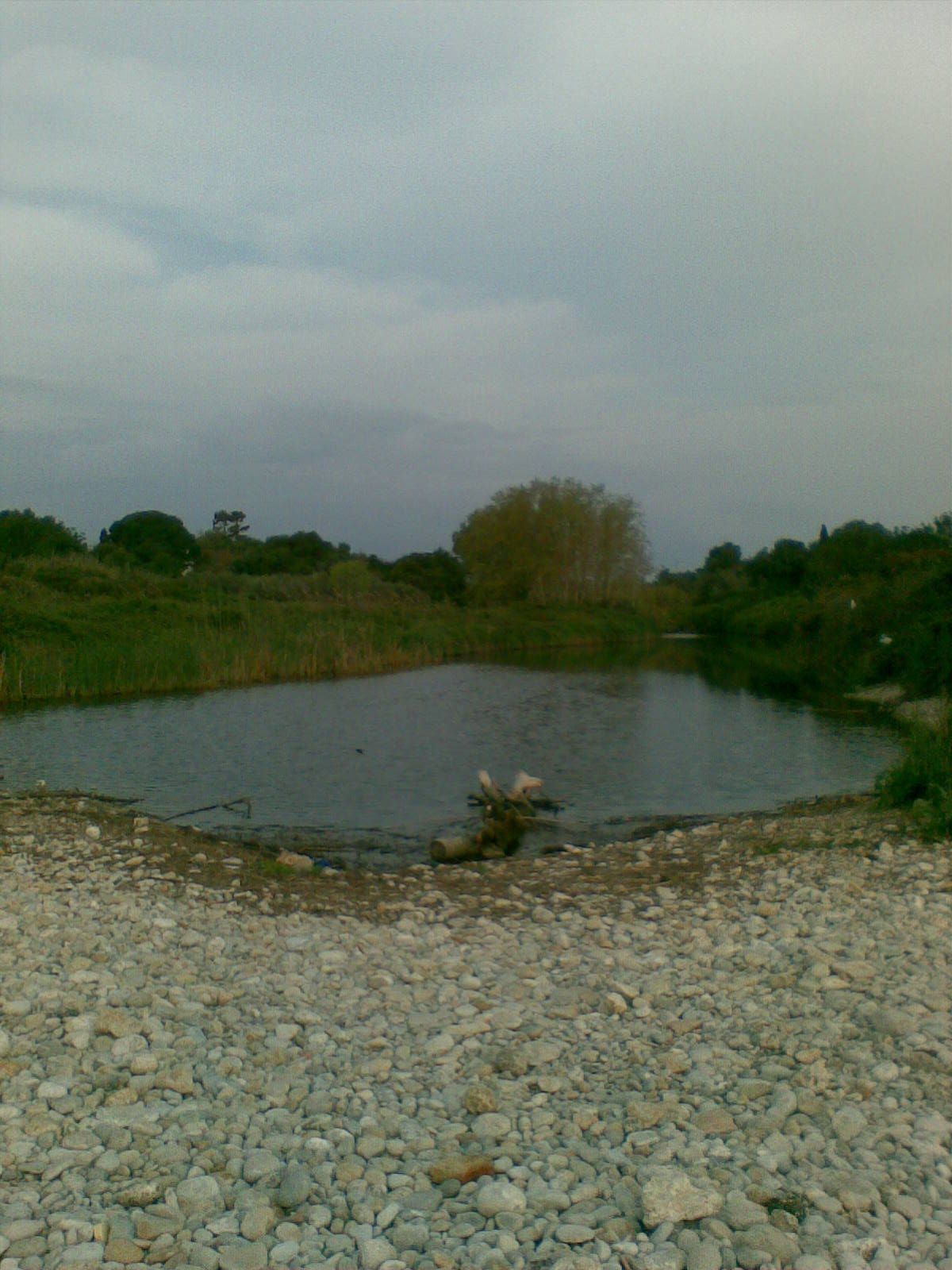
Curso final del río Cenia.

El Cenia tiene su origen en los Puertos de Tortosa-Beceite, dentro del municipio de Puebla de Benifasar. Las aguas del río se acumulan en el embalse de Ulldecona, que se encuentra también en el mismo municipio y está situado a 477 m sobre el nivel del mar. Este embalse, con una superficie de 116 hectáreas y una capacidad de 11 hm³, es la única infraestructura de regulación del río y se utiliza para riego.
A partir del embalse, el río atraviesa zonas de fuertes pendientes, lo que le proporciona una alta oxigenación. La vegetación es abundante en esta área, lo cual contribuye a mantener el hábitat de la vida acuática. Más adelante, antes de llegar al municipio homónimo, se realizan derivaciones de agua para abastecer los regadíos de una extensión de aproximadamente 2.360 hectáreas.
Poco antes de la localidad de Cenia, el río marca la frontera entre Cataluña y la Comunidad Valenciana. A partir de este punto y hasta su desembocadura, el Cenia sirve como límite fronterizo entre estas dos comunidades autónomas. El Costum de Valencia de 1238-1239 ya lo señalaba como la frontera norte del Reino de Valencia.
A medida que se aleja de este punto, el río prácticamente no recibe aportes naturales y la calidad del agua se deteriora notablemente. Cerca de la localidad de Alcanar, el río ingresa a la Plana de Vinaroz y atraviesa esta área hasta desembocar en el mar Mediterráneo en Sol de Riu.
Este río está descrito en el sexto volumen del Diccionario geográfico-estadístico-histórico de España y sus posesiones de Ultramar de Pascual Madoz con las siguientes palabras:

CENIA: r. de la prov. de Castellon de la Plana, part. jud. de Morella. Tiene su origen en la auto. tenencia de Benifasá, 3/4 de hora al N. de Fredes, donde brota la fuente principal. Conocido entonces con el nombre de este pueblo, lleva su curso hácia el S. hasta que tuerce al E. precipitándose de una altura considerable llamada Salto de Fredes, y va serpenteando hasta llegar al sitio denominado Tollet den nou, en cuyo punto revolviendo al S., toma el nombre de r. Mangraner. Da impulso á un molino harinero, despues de recibir el barranco de la Fon, que desde el puerto de Tortosa se desliza por debajo de un puente medio derruido, engrosándose con las aguas de la rambla de la Puebla. (V.) que baja de O. á E. por el S. de Bellestar y el monast., desde cuya confluencia vuelve á torcer hácia el E. con la denominacion de r. de Benifasá. Mueve entonces otro harinero que tiene á su izq. llamado del Abad, en donde hay un puente de madera; 1/2 hora mas abajo á la der. una fáb. de hierro, y luego un martinete y se introduce en el térm. de la Cenia (prov. de Tarragona, part. jud. de Tortosa), desde cuyo momento toma este nombre que conserva hasta su desagüe. Sigue su curso sirviendo de límites los ant. reinos de Valencia y principado de Cataluña, y hoy dia a las prov. de Castellon de la Plana y Tarragona; toca los térm. de Rosell, Ulldecona y Trahiguera, y por entre Vinaroz y Alcanar desemboca en el mediterráneo en la Torre del Sol del Riu. Su curso será aproximadamente de unas 12 horas, es perenne aunque de poco caudal, y despues de fertilizar algunas huertas, mueve unos 25 molinos harineros, 4 de papel blanco, id. de estraza, 4 batanes y 2 martinetes: cerca de su desagüe se ve un sólido puente de mamposteria que da paso á la carretera de Cataluña, y antes se ven otros de la misma clase y algunos provisionales de madera, para la comunicacion de unos pueblos con otros.
(Madoz, 1847, p. 309)